# Alphonse Bory
Alphonse Bory (Sankt Gallen, 15 oktober 1838 - Coppet, 8 april 1891) was een Zwitsers notaris en politicus voor de linkse radicalen uit het kanton Vaud.

## Biografie
Alphonse Bory studeerde tussen 1856 en 1859 rechten in Genève, Lausanne en Heidelberg. Na zijn studies werd hij notaris. Hij werd ook substituut-griffier bij de kantonnale rechtbank van Vaud (1863-1869) en later ook bijzitter bij de vrederechter (1871-1872).
In 1874 werd Bory lid van de Grote Raad van Vaud, wat hij zou blijven tot 1888. Op 5 december 1881 werd hij tevens lid van de Kantonsraad, waarvan hij lid bleef tot 1 april 1887 en waarvan hij vanaf 7 juni 1886 tot het einde van zijn mandaat voorzitter was. Hij was het eerste Kantonsraadslid voor Vaud die niet op het grondgebied van het kanton werd geboren. Bory kwam immers ter wereld in Sankt Gallen.
Daarenboven was Bory lid van de raad van bestuur van de Caisse hypothécaire cantonale vaudoise (1880-1889), van de Federale Bank in Bern (1883-1887) en van de Kantonnale Bank van Vaud (1887-1889).